# Матвієнко Павло Михайлович
Павло́ Миха́йлович Матвіє́нко (1912 , Микитівка, Валуйський повіт, Воронезька губернія, Російська імперія  — не раніше серпень 1941 ) — український радянський діяч. Депутат Верховної Ради УРСР 1-го скликання (1938–1941).

## Біографія
Народився 1912 року в родині робітника в слободі Микитівка, тепер село Микитівка, Красногвардійський район, Бєлгородська область, Росія. У 1928 році вступив до комсомолу.
У 1929–1931 роках — підручний котельника паровозного депо станції Попасна на Луганщині. З 1931 року — кондуктор кондукторського резерву залізничної станції Попасна (станції імені Лазаря Мойсейовича Кагановича). Обирався заступником секретаря комсомольської організації кондукторського резерву станції Попасна.
З 1934 року — в Червоній армії. Служив прикордонником Гродеківського прикордонного загону імені Л.М. Кагановича на Далекому Сході. У 1935 році був обраний комсомольським організатором прикордонної застави Турий Ріг на березі озера Ханка. У 1936 році відзначився у боях з маньчжурськими та японськими військами на радянській границі.
У 1938 році — слухач диспетчерських курсів при Управлінні Північно-Донецької залізниці у місті Артемівську; диспетчер відділу руху (експлуатації) станції імені Лазаря Мойсейовича Кагановича (місто Попасна) Ворошиловградської області.
26 червня 1938 року обраний депутатом Верховної Ради УРСР 1-го скликання по Кагановичській виборчій окрузі № 279 Ворошиловградської області.
Член ВКП(б).
З грудня 1938 року — 2-й секретар Ворошиловградського обласного комітету ЛКСМУ.
Після початку німецько-радянської війни — у Червоній армії: старший політрук, у розпорядженні Ворошиловградського міського військового комісаріату. 
Зник безвісти (загинув) в серпні 1941 року.

## Нагороди
- орден Червоного Прапора (2.03.1937)
- орден
- значок «Ударник сталінського призову»